# 佐賀都市圏
佐賀都市圏（さがとしけん）は、佐賀県佐賀市を中心とする都市圏である。

## 定義
一般的な都市圏の定義については都市圏を参照のこと。

### 「10%都市圏（通勤圏）」
佐賀市を中心とする都市雇用圏（10% 通勤圏）の人口は約40万人（2015年国勢調査基準）。
通勤率
2015年国勢調査による、各自治体の佐賀市への通勤率
| 順位 | 市町村     | 通勤率 |
| ---- | ---------- | ------ |
| 1    | 小城市     | 36.3%  |
| 2    | 神埼市     | 29.1%  |
| 3    | 江北町     | 19.4%  |
| 4    | 多久市     | 18.2%  |
| 5    | 吉野ヶ里町 | 14.2%  |
| 6    | 大町町     | 13.8%  |
| 7    | 白石町     | 12.6%  |

上峰町は2次郊外である。
| 通勤先     | 市町村 | 通勤率 |
| ---------- | ------ | ------ |
| 吉野ヶ里町 | 上峰町 | 13.7%  |

都市雇用圏（10% 通勤圏）の変遷
- 10% 通勤圏に入っていない自治体は、各統計年の欄で灰色かつ「-」で示す。

| 自治体 ('80) | 1980年                 | 1990年                 | 1995年                 | 2000年                 | 2005年                 | 2010年                 | 2015年                 | 自治体 （現在） |
| ------------ | ---------------------- | ---------------------- | ---------------------- | ---------------------- | ---------------------- | ---------------------- | ---------------------- | --------------- |
| 厳木町       | -                      | 佐賀 都市圏 35万9955人 | 佐賀 都市圏 37万9865人 | 佐賀 都市圏 41万0326人 | 唐津 都市圏            | 唐津 都市圏            | 唐津 都市圏            | 唐津市          |
| 多久市       | -                      | 佐賀 都市圏 35万9955人 | 佐賀 都市圏 37万9865人 | 佐賀 都市圏 41万0326人 | 佐賀 都市圏 41万3320人 | 佐賀 都市圏 40万5062人 | 佐賀 都市圏 39万8217人 | 多久市          |
| 佐賀市       | 佐賀 都市圏 30万4703人 | 佐賀 都市圏 35万9955人 | 佐賀 都市圏 37万9865人 | 佐賀 都市圏 41万0326人 | 佐賀 都市圏 41万3320人 | 佐賀 都市圏 40万5062人 | 佐賀 都市圏 39万8217人 | 佐賀市          |
| 諸富町       | 佐賀 都市圏 30万4703人 | 佐賀 都市圏 35万9955人 | 佐賀 都市圏 37万9865人 | 佐賀 都市圏 41万0326人 | 佐賀 都市圏 41万3320人 | 佐賀 都市圏 40万5062人 | 佐賀 都市圏 39万8217人 | 佐賀市          |
| 大和町       | 佐賀 都市圏 30万4703人 | 佐賀 都市圏 35万9955人 | 佐賀 都市圏 37万9865人 | 佐賀 都市圏 41万0326人 | 佐賀 都市圏 41万3320人 | 佐賀 都市圏 40万5062人 | 佐賀 都市圏 39万8217人 | 佐賀市          |
| 川副町       | 佐賀 都市圏 30万4703人 | 佐賀 都市圏 35万9955人 | 佐賀 都市圏 37万9865人 | 佐賀 都市圏 41万0326人 | 佐賀 都市圏 41万3320人 | 佐賀 都市圏 40万5062人 | 佐賀 都市圏 39万8217人 | 佐賀市          |
| 東与賀町     | 佐賀 都市圏 30万4703人 | 佐賀 都市圏 35万9955人 | 佐賀 都市圏 37万9865人 | 佐賀 都市圏 41万0326人 | 佐賀 都市圏 41万3320人 | 佐賀 都市圏 40万5062人 | 佐賀 都市圏 39万8217人 | 佐賀市          |
| 久保田町     | 佐賀 都市圏 30万4703人 | 佐賀 都市圏 35万9955人 | 佐賀 都市圏 37万9865人 | 佐賀 都市圏 41万0326人 | 佐賀 都市圏 41万3320人 | 佐賀 都市圏 40万5062人 | 佐賀 都市圏 39万8217人 | 佐賀市          |
| 富士町       | -                      | 佐賀 都市圏 35万9955人 | 佐賀 都市圏 37万9865人 | 佐賀 都市圏 41万0326人 | 佐賀 都市圏 41万3320人 | 佐賀 都市圏 40万5062人 | 佐賀 都市圏 39万8217人 | 佐賀市          |
| 芦刈町       | 佐賀 都市圏 30万4703人 | 佐賀 都市圏 35万9955人 | 佐賀 都市圏 37万9865人 | 佐賀 都市圏 41万0326人 | 佐賀 都市圏 41万3320人 | 佐賀 都市圏 40万5062人 | 佐賀 都市圏 39万8217人 | 小城市          |
| 牛津町       | 佐賀 都市圏 30万4703人 | 佐賀 都市圏 35万9955人 | 佐賀 都市圏 37万9865人 | 佐賀 都市圏 41万0326人 | 佐賀 都市圏 41万3320人 | 佐賀 都市圏 40万5062人 | 佐賀 都市圏 39万8217人 | 小城市          |
| 小城町       | 佐賀 都市圏 30万4703人 | 佐賀 都市圏 35万9955人 | 佐賀 都市圏 37万9865人 | 佐賀 都市圏 41万0326人 | 佐賀 都市圏 41万3320人 | 佐賀 都市圏 40万5062人 | 佐賀 都市圏 39万8217人 | 小城市          |
| 三日月町     | 佐賀 都市圏 30万4703人 | 佐賀 都市圏 35万9955人 | 佐賀 都市圏 37万9865人 | 佐賀 都市圏 41万0326人 | 佐賀 都市圏 41万3320人 | 佐賀 都市圏 40万5062人 | 佐賀 都市圏 39万8217人 | 小城市          |
| 江北町       | 佐賀 都市圏 30万4703人 | 佐賀 都市圏 35万9955人 | 佐賀 都市圏 37万9865人 | 佐賀 都市圏 41万0326人 | 佐賀 都市圏 41万3320人 | 佐賀 都市圏 40万5062人 | 佐賀 都市圏 39万8217人 | 江北町          |
| 神埼町       | 佐賀 都市圏 30万4703人 | 佐賀 都市圏 35万9955人 | 佐賀 都市圏 37万9865人 | 佐賀 都市圏 41万0326人 | 佐賀 都市圏 41万3320人 | 佐賀 都市圏 40万5062人 | 佐賀 都市圏 39万8217人 | 神埼市          |
| 千代田町     | 佐賀 都市圏 30万4703人 | 佐賀 都市圏 35万9955人 | 佐賀 都市圏 37万9865人 | 佐賀 都市圏 41万0326人 | 佐賀 都市圏 41万3320人 | 佐賀 都市圏 40万5062人 | 佐賀 都市圏 39万8217人 | 神埼市          |
| 脊振村       | -                      | -                      | -                      | -                      | 佐賀 都市圏 41万3320人 | 佐賀 都市圏 40万5062人 | 佐賀 都市圏 39万8217人 | 神埼市          |
| 有明町       | -                      | -                      | -                      | -                      | 佐賀 都市圏 41万3320人 | 佐賀 都市圏 40万5062人 | 佐賀 都市圏 39万8217人 | 白石町          |
| 福富町       | -                      | 佐賀 都市圏 35万9955人 | 佐賀 都市圏 37万9865人 | 佐賀 都市圏 41万0326人 | 佐賀 都市圏 41万3320人 | 佐賀 都市圏 40万5062人 | 佐賀 都市圏 39万8217人 | 白石町          |
| 白石町       | -                      | -                      | 佐賀 都市圏 37万9865人 | 佐賀 都市圏 41万0326人 | 佐賀 都市圏 41万3320人 | 佐賀 都市圏 40万5062人 | 佐賀 都市圏 39万8217人 | 白石町          |
| 三田川町     | -                      | -                      | -                      | 佐賀 都市圏 41万0326人 | 佐賀 都市圏 41万3320人 | 佐賀 都市圏 40万5062人 | 佐賀 都市圏 39万8217人 | 吉野ヶ里町      |
| 東脊振村     | -                      | -                      | -                      | 佐賀 都市圏 41万0326人 | 佐賀 都市圏 41万3320人 | 佐賀 都市圏 40万5062人 | 佐賀 都市圏 39万8217人 | 吉野ヶ里町      |
| 大町町       | -                      | -                      | -                      | 佐賀 都市圏 41万0326人 | 佐賀 都市圏 41万3320人 | 佐賀 都市圏 40万5062人 | 佐賀 都市圏 39万8217人 | 大町町          |
| 上峰町       | -                      | -                      | -                      | 佐賀 都市圏 41万0326人 | 佐賀 都市圏 41万3320人 | 佐賀 都市圏 40万5062人 | 佐賀 都市圏 39万8217人 | 上峰町          |

- 2005年（平成17年）1月1日
  - 唐津市と東松浦郡厳木町・浜玉町・相知町・北波多村・肥前町・鎮西町・呼子町が新設合併し、新市制による唐津市が発足。
  - 杵島郡白石町・福富町・有明町が新設合併し、新町制による白石町が発足。
- 2005年（平成17年）3月1日 - 小城郡芦刈町・牛津町・小城町・三日月町が新設合併し市制施行、小城市が発足。
- 2005年（平成17年）10月1日 - 佐賀市と佐賀郡富士町・大和町・諸富町・三瀬村が新設合併し、新市制による佐賀市が発足。
- 2006年（平成18年）1月1日 - 東松浦郡七山村を唐津市に編入。
- 2006年（平成18年）3月1日 - 神埼郡三田川町・東脊振村が新設合併し、吉野ヶ里町が発足。
- 2006年（平成18年）3月20日 - 神埼郡神埼町・千代田町・脊振村が新設合併し市制施行、神埼市が発足。
- 2007年（平成19年）10月1日 - 佐賀郡川副町・東与賀町・久保田町を佐賀市に編入。